# 효소 유도제
효소 유도제(酵素誘導劑, 영어: enzyme inducer)는 효소에 결합하여 이를 활성화시키거나, 효소를 암호화하고 있는 유저자의 발현을 증가시킴으로써 효소의 대사 활성을 증가시키는 약물의 한 유형이다. 효소 유도제는 효소 억제인자의 반대 개념이다.

## 같이 보기
- 효소 활성화제
- 효소 저해제
- 유전자 발현의 조절